# Château de Champsigny
Le château de Champsigny est situé à flanc de coteau sur la commune de Saint-Léger-du-Bois en Saône-et-Loire, en région Bourgogne-Franche-Comté.

## Description

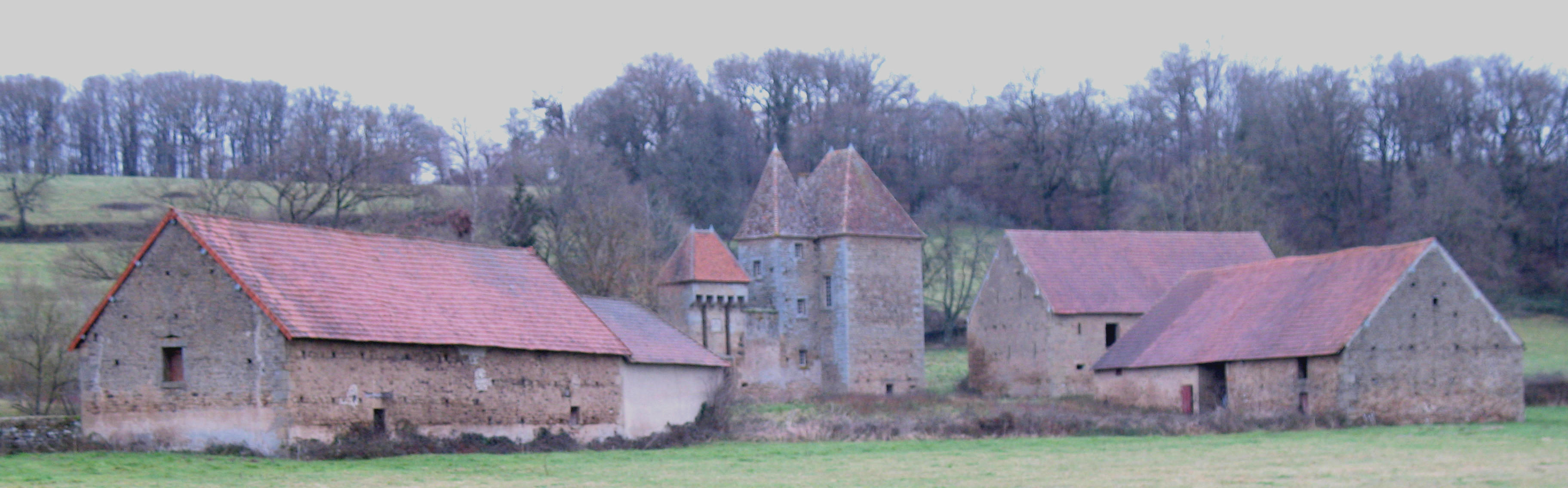
Vue d'ensemble du château de Champsigny

Il ne reste du château d'origine qu'une porte d'entrée et une tour carrée. La porte monumentale, qui commandait un pont-levis, est couronnée de mâchicoulis ; deux canonnières ont été aménagées de part et d'autre. Dans le prolongement de la porte, la tour, haute d'un étage, comporte une grande salle avec une cheminée ; une tourelle carrée lui a été accolée. En 1739, le domaine est décrit ainsi : "Le domaine seigneurial de Champsigny consiste dans le château exclusivement... autres bâtiments dans la basse-cour et au village pour les métayers, dans les bâtiments du meunier, du moulin battoir et huilerie plus dans 260 journaux de terres labourables et en 134 soitures 3/4 de prey, plus dans les cens et rentes en argent qui se montent à 24 livres 9 sols 9 deniers, deux mesures combles de froment, un tiers de mesure d’avoine, mesure d’Autun, et dans les droits généraux annuels et casuels cy après expliqués."
Le château, propriété privée, ne se visite pas.

## Historique
- XIVe siècle : le fief, tenu de Dracy-Saint-Loup, est entre les mains des seigneurs de Champsigny.
- Fin du XVe siècle : il est la propriété de Robert et de Louis de Bournonville.
- Période actuelle : le château est la propriété des descendants du maréchal de Mac-Mahon, duc de Magenta, président de la République française[1] (la famille de Mac-Mahon possède aussi Sully).